# Django Reinhardt
Pour les articles homonymes, voir Reinhardt.
Jean Reinhardt, plus connu sous le nom de Django Reinhardt, est un guitariste français de jazz né le 23 janvier 1910 à Liberchies — aujourd'hui une section de la commune de Pont-à-Celles — dans la province de Hainaut, près de la ville de Charleroi, en Belgique, et mort le 16 mai 1953 à Fontainebleau. Son style de jeu et de composition a été suivi d'adeptes, donnant naissance à un style de jazz à part entière, le jazz manouche.
Issu d’une famille sinté et communément appelée en France « manouche », il est encore aujourd’hui un des guitaristes les plus respectés et influents de l’histoire du jazz. Grièvement blessé dans l'incendie de sa roulotte, il garde toute sa vie les séquelles de ses brûlures à la main gauche qui l'obligent à trouver une nouvelle technique et à jouer dans un style si particulier que ses adeptes des générations suivantes poussent l'idolâtrie jusqu'à s'entraver les doigts pour reproduire son infirmité et sa technique.
Plusieurs de ses descendants sont devenus guitaristes : Lousson Reinhardt, son fils aîné issu d'un premier mariage (1929-1992), Babik Reinhardt, son second fils (1944-2001), et David Reinhardt, son petit-fils (fils de Babik), ainsi que Levis Adel-Baumgartner descendant de Lousson.

## Biographie

### Une jeunesse en roulotte

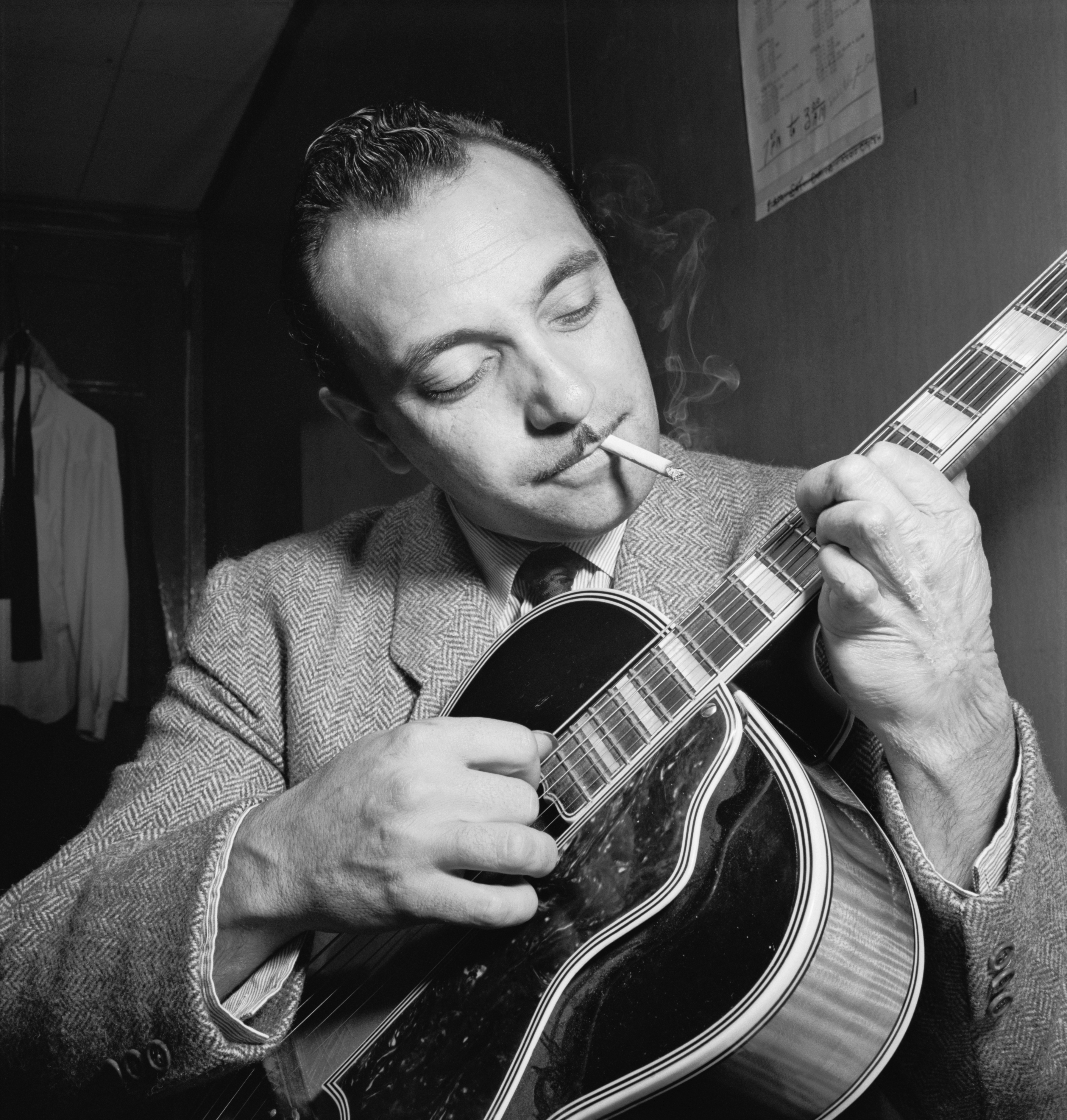
Django Reinhardt en 1946. Expert en Jazz manouche, il maîtrise l'art de la guitare.

Jean Reinhardt naît dans une roulotte stationnant à Liberchies, en Belgique, où il est déclaré, selon son acte de naissance, « fils de Jean-Baptiste Reinhart […] et de Laurence Reinhart » originaire d'Alsace. Son père, Jean-Baptiste Eugène Weiss, violoniste et pianiste ambulant de son état, ne signe pas de son vrai nom l'acte de naissance afin d'échapper à la conscription militaire française, Django portera donc le nom de sa mère. L’enfant fait partie d’une famille de Sinté nomades habitués à traverser l’Europe de part en part. Il est principalement élevé par sa mère Laurence dite « Négros » et passe sa jeunesse à voyager en France, en Italie ou en Algérie pour fuir la Première Guerre mondiale avant que sa famille ne se fixe finalement à Paris, d’abord sur les fortif’, la Zone mal famée jouxtant la porte de Choisy, puis à la porte d'Italie. Personne ne sait d'où lui vient son nom Django qui signifie « je réveille » en langue Romani.
Django apprend la musique avec le violon. La rencontre avec le banjo-guitare de son oncle à l’âge de douze ans est décisive. Fasciné par l’instrument, le jeune Django n’a dès lors de cesse de s’écorcher les doigts sur ses cordes oxydées. Il fait son apprentissage en observant avec attention les musiciens de passage au campement, et acquiert bientôt une dextérité hors du commun. Il se mettra, avec le même bonheur, au violon et finalement à la guitare. Il débute dans l'orchestre familial que son père musicien (jouant du piano et du cymbalum) dirige.
Vers l’âge de douze ou treize ans, il joue du banjo-guitare dans les cours d'immeuble, dans la rue puis dans les cabarets et bals de Paris, ainsi que dans les demeures des gens aisés, tout en continuant de jouer surtout pour son propre plaisir. Il est repéré par l'accordéoniste de bal Vetese Guerino qui le convainc de l'accompagner. La réputation du jeune virtuose se répand chez les amateurs de musique et, en 1928, l'accordéoniste Jean Vaissade permet à Django d’enregistrer son premier disque. L’adolescent ne sachant ni lire ni écrire, pas même son propre nom, les étiquettes portent la mention « Jiango Renard, banjoïste ».

### Un destin tumultueux
La même année, le chef d’orchestre Jack Hylton, impressionné par la virtuosité de Django, lui propose de l’engager dans sa formation de musique populaire, pour l'empire de Paris engagé par Émile Audiffred, il enregistre par le même biais pour le clown Grock également compositeur et Jean Rodor. Jack Hylton doit se produire à Londres, mais le destin contrecarre ce projet : juste avant le départ du groupe, le 26 octobre 1928, à Saint-Ouen, banlieue nord de Paris (près de la rue des Rosiers), un incendie se déclare dans la roulotte où le musicien vit en compagnie de sa première femme, Bella Baumgartner (1910-1994). Les fleurs en celluloïd — matière très inflammable — que celle-ci vend s’enflamment au contact d’une bougie renversée, détruisant la caravane et blessant assez gravement ses deux occupants.
Django est sérieusement atteint à la jambe droite et à la main gauche. Celle-ci cicatrisant très difficilement, il reste près de 18 mois à l’hôpital, où les médecins pronostiquent des séquelles qui l'empêcheraient de rejouer du banjo. On doit finalement cicatriser la blessure au nitrate d'argent. Django a perdu l’usage de deux doigts et sa main est paralysée,, mais il s’obstine et, après six mois de travail sans relâche, il développe une technique nouvelle sur la guitare que son frère Joseph, alias « Nin-Nin », lui a apportée en guise d’outil de rééducation, le banjo étant trop sonore pour continuer à en jouer à l'hôpital.
Au printemps 1930, alors que Django est toujours soigné à l’Hôpital Saint-Louis, une commission de contrôle militaire vient juger sur place de son état de santé : le musicien, âgé de 20 ans et devant donc accomplir son service militaire, n’a répondu à aucune lettre de convocation depuis deux ans. Mais ses blessures lui permettent d’être rapidement exempté.

### Le Hot Club de France: gloire dans un monde en guerre

#### Avant-guerre
À sa sortie d’hôpital en 1930, Django Reinhardt a développé une toute nouvelle technique guitaristique, d’autant plus exceptionnelle qu’elle n’emploie que deux doigts de la main gauche (index et majeur) pour les solos. Pour la rythmique, il parvient néanmoins à plaquer des accords en utilisant son pouce et en contorsionnant son annulaire et son auriculaire ankylosés. Il découvre qu’entre-temps, la guitare a gagné sa place au sein des orchestres de jazz, cette nouvelle musique venue des États-Unis. Les premiers contacts de Django avec la musique de Duke Ellington, Joe Venuti, Eddie Lang ou Louis Armstrong sont un grand choc, et le jeune guitariste décide de consacrer son existence à la pratique du jazz. C'est Émile Savitry qui les lui fait découvrir en 1931 sur la Côte d'Azur, en lui faisant écouter les disques. Django joue au Coq hardi de Toulon puis au Lido et au Palm Beach de Cannes avant de rentrer à Paris où il joue à La Boîte à Matelots, et fréquente les jazzmen Stéphane Mougin, André Ekyan, Alix Combelle à La Croix du Sud.
En 1931, il joue dans l’orchestre du club la « Croix du Sud », dirigé par André Ekyan, au côté de Alix Combelle et Stéphane Grappelli. À cette époque, il lui arrive également de jouer avec l'accordéoniste d'origine italienne Vetese Guerino, l'un des as de l'âge d'or du musette et les frères Baro et Matelo Ferret.
Avec Stéphane Grappelli, ils fondent en 1934, grâce à Louis Vola, le Quintette du Hot Club de France. Le groupe comprend également le frère de Django, Joseph, alias « Nin-nin », ainsi que Roger Chaput à la guitare et Louis Vola à la contrebasse. Les cinq musiciens inventent une musique innovante qui remporte un grand succès. Les années suivantes, ils enregistrent de nombreux disques et jouent dans toute l’Europe avec l'aide de leurs impresarios Audiffred et Marouani. On les retrouve aux côtés des plus grands musiciens de l’époque, tels que Coleman Hawkins, Benny Carter ou Rex Stewart. Ces derniers tentent à plusieurs reprises de prendre en défaut la technique instrumentale et les connaissances musicales de Django dans des défis musicaux, tels qu’il s’en pratiquait fréquemment à l’époque, mais le guitariste gagne leur respect en se révélant, malgré son incapacité à lire la musique et son apprentissage quasiment autodidacte, d’une maîtrise à toute épreuve. C’est ce talent qui a convaincu le chanteur Jean Sablon qui l'engage et l’impose dans les studios d’enregistrement dès 1933.
Dans les années 1930, il fréquente régulièrement le salon artistique R-26 où il rencontre de nombreux artistes et écrivains. En 1935, Django engage un jeune accompagnateur, Henri Salvador, dont le jeu aux parfums tropicaux lui plaît, ils joueront ensemble, pendant deux ans, jusqu'en 1937.

#### Seconde Guerre mondiale

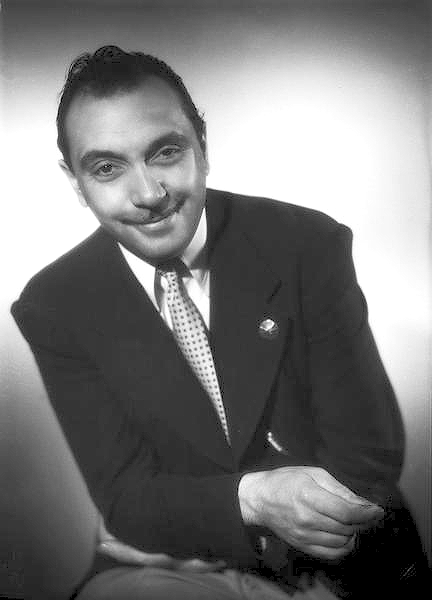
Django Reinhardt en 1944 (Studio Harcourt).

Lorsque la Seconde Guerre mondiale éclate en 1939, le quintette est en tournée en Angleterre. Tandis que Stéphane Grappelli, malade, reste bloqué à Londres, Django retourne en France, à Toulon, où il est mobilisable dans la Marine nationale française, mais il est à nouveau réformé à cause de ses brûlures. Il passe la guerre en Zone occupée[réf. nécessaire]. On le retrouve sur la Côte d'Azur dans le programme du jeune Yves Montand, dans la revue Un soir de folie du producteur Émile Audiffred. Il joue également à Paris, voyageant et tentant même de gagner la Suisse après un passage à Thonon-les-Bains, sans succès.
En 1940, il enregistre le titre Nuages avec le clarinettiste et saxophoniste de jazz Hubert Rostaing. Pendant l'occupation, il s'essaie à la formule du soliste accompagné par un big band ; en décembre 1940, il enregistre avec l'orchestre de Pierre Allier, dont fait partie, pour une session, le tromboniste André Cauzard À partir de 1941, la mode zazou déferle et Django joue même en direct sur Radio-Paris. Les murs de Paris sont couverts des affiches annonçant les concerts de Django Reinhardt .
En avril 1942, il joue avec l'orchestre du saxophoniste belge Fud Candrix. En 1943, il épouse, à Salbris, Sophie Ziegler, sa seconde femme, dont il aura l’année suivante un fils, Babik Reinhardt, qui deviendra à son tour un grand guitariste. À la fin de cette même année, ne se sentant plus en sécurité à Paris, il décide de partir en Suisse. Arrêté par des garde-frontières suisses, il se voit intimer l'ordre de rentrer à Paris. Django s'exécute et, une fois revenu dans la capitale, il ouvre un club Chez Django Reinhardt, et forme un nouveau quintette avec Hubert Rostaing à la clarinette et Pierre Fouad aux percussions. Cette formation bénéficie de la vogue du swing et le morceau Nuages devient un tube Django est le gitan en vogue, car il est vrai qu'il est muni d'un patronyme « germanique » ! Il y eut même un Hot Club allemand .

#### La Libération
À la Libération, il retrouve Stéphane Grappelli avec lequel il improvise sur une Marseillaise qui restera célèbre,. Comme pour celle de Gainsbourg quelques décennies plus tard, cette version fit scandale à l'époque. À ce moment-là il fait jouer à la chapelle de l’Institut des jeunes aveugles de Paris, Requiem à mes frères tsiganes, messe qu'il avait composée durant l'occupation et dédiée aux victimes du génocide tzigane. Ce fut la seule fois que cette œuvre magistrale et exceptionnelle (car sortant de son répertoire habituel de jazz manouche) fut jouée, car par la suite la partition a été égarée. Il n'en subsiste aujourd'hui que quelques portées.
Il est ensuite l’un des premiers en France à comprendre le be-bop, cette révolution du jazz venue des États-Unis portée par Charlie Parker et Dizzy Gillespie. Il intègre à ses compositions dès la fin de la guerre (R26, Mike, Babik…) de nombreuses trouvailles inspirées directement du be-bop, tout en restant toujours fidèle à ses propres conceptions musicales.

### La déception américaine

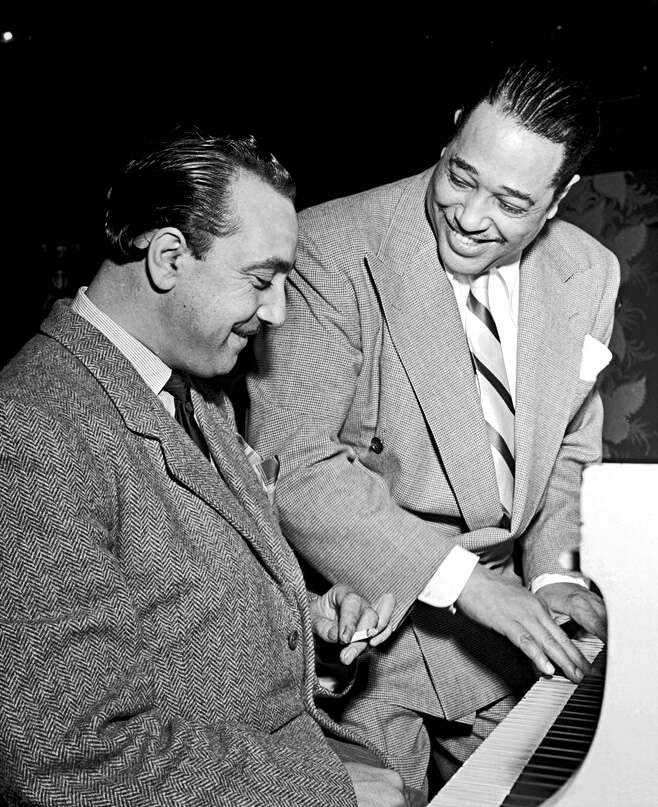
Django Reinhardt et Duke Ellington à New York en 1946.

Après la guerre, le Hot Club de France reprend enregistrements et tournées. En 1946, une tournée aux États-Unis donne enfin à Django l’occasion de jouer aux côtés de Duke Ellington. Les deux musiciens s’étaient rencontrés en 1939 lors d'une tournée de Duke en Europe et désiraient depuis lors jouer ensemble, mais cette association n’est pas celle dont Django avait rêvé. Ne parlant pas anglais, habitué à la liberté de sa vie nomade, Django peine à s’habituer à la discipline très stricte des Big Bands. Ces difficultés, alliées au fait qu’Ellington n’avait pas réellement intégré le guitariste à ses arrangements, le faisant toujours intervenir en fin de représentation, faisait de Django une sorte d’attraction et non le concertiste qu’il espérait être durant cette tournée. La déception sera rude de n'être pas reconnu comme le plus grand, surtout lors du concert avec Duke au Café Society de New York, le premier cabaret qui pratiquait l'intégration raciale aux États-Unis.
Cependant, son passage fait toujours sensation. Le groupe tourne dans tous les États-Unis, ainsi qu'au Canada, et la présence de Django s'avère exceptionnelle pour les amateurs : il est la seule vedette de jazz non américaine (avec Grappelli). En arrivant à New York, Django cherche à rencontrer Charlie Parker, Dizzy Gillespie, Thelonious Monk, mais sans résultat, ces derniers étant alors chacun en tournée.
Il gardera de cet épisode une certaine amertume, et s’éloignera ensuite peu à peu de la guitare, se consacrant de plus en plus à ses autres passions, la peinture,, la pêche et le billard. Cela ne l’empêche pas de recréer sur disque, à plusieurs occasions, le prestigieux Quintette avec Stéphane Grappelli. Les résultats en sont fantastiques de maîtrise et de singularité.

### Le renouveau be-bop

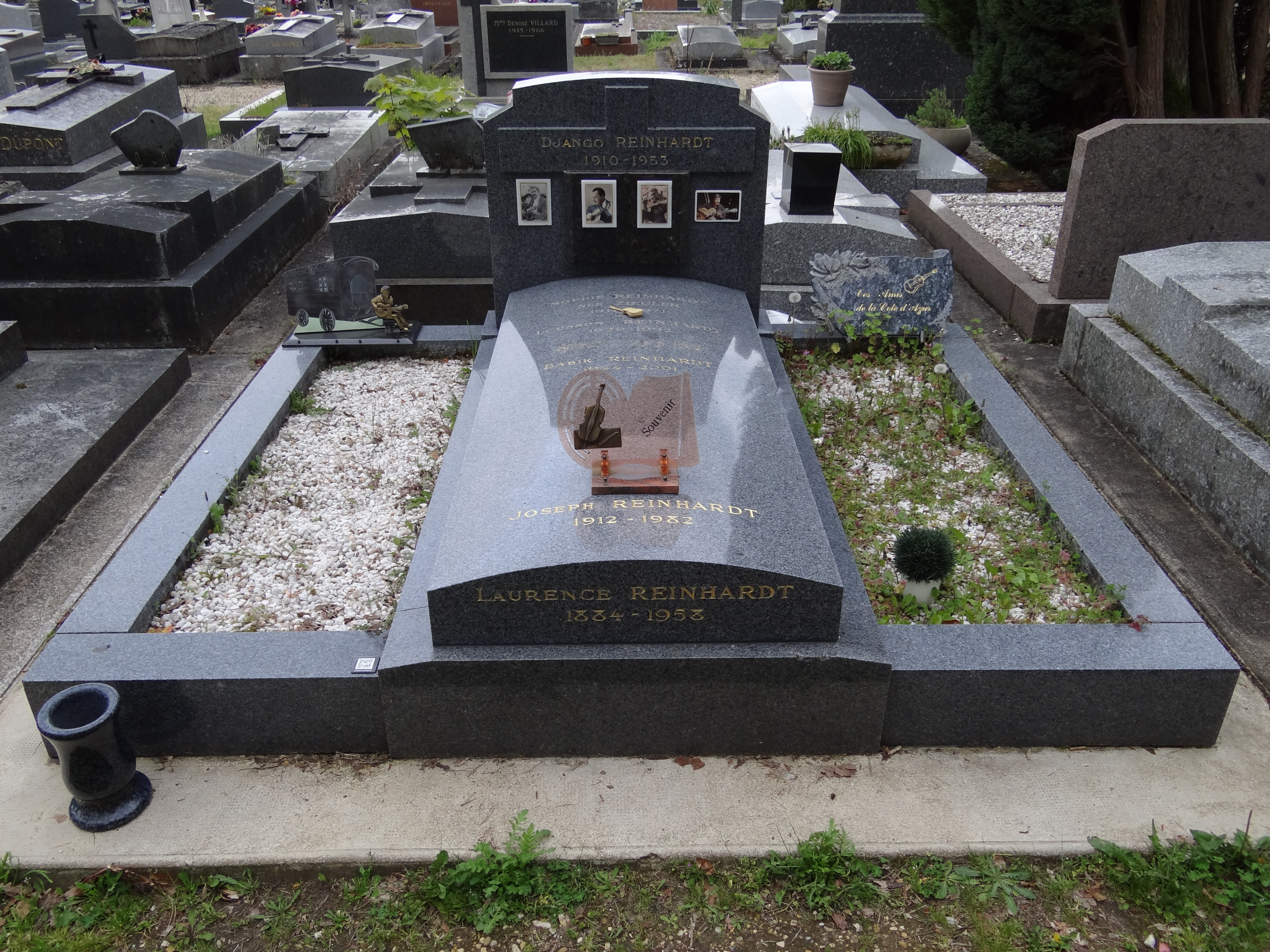
La tombe de la famille Reinhardt au cimetière de Samois-sur-Seine.

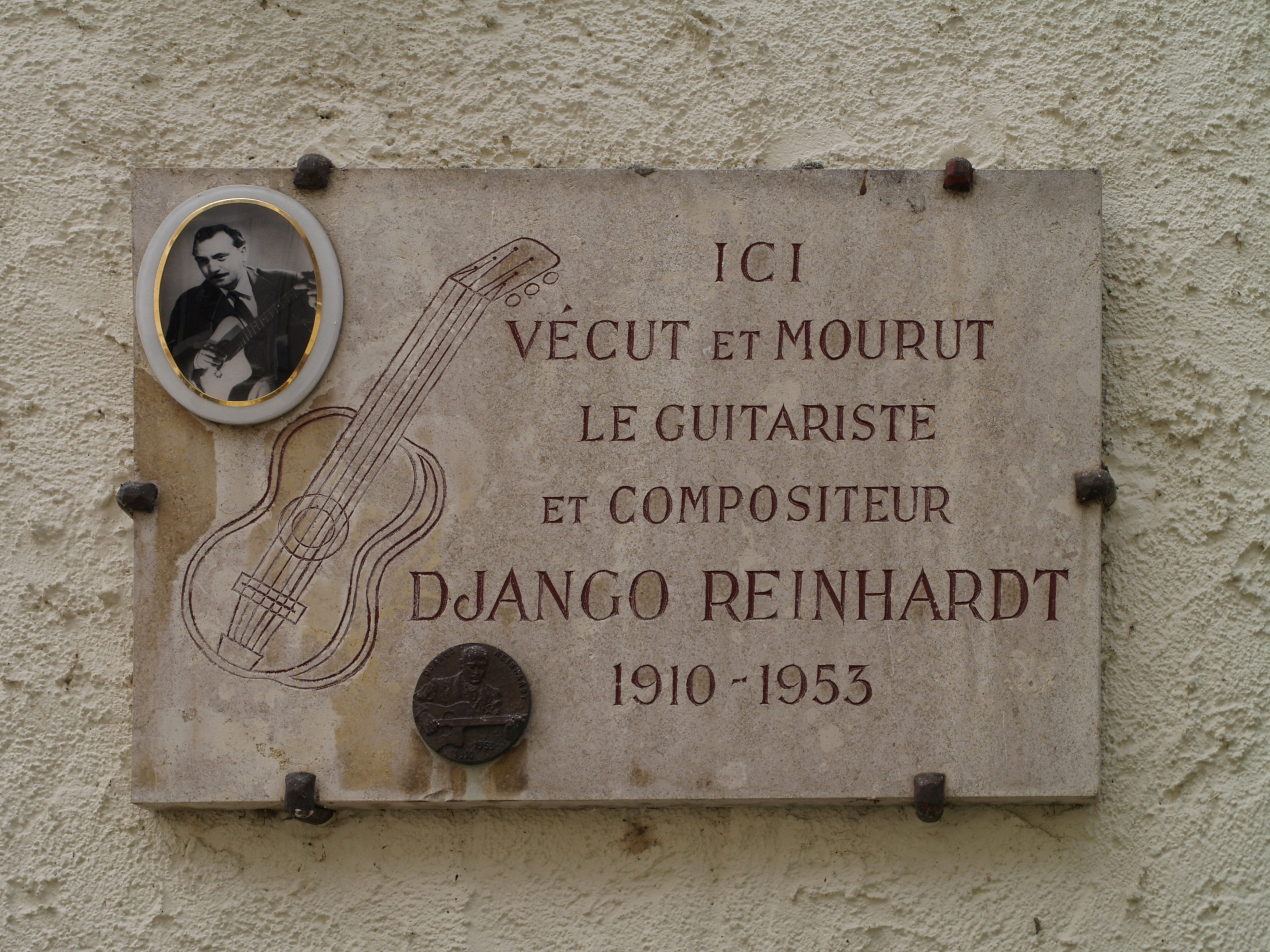
Plaque commémorative de Django Reinhardt à Samois-sur-Seine.

En 1951, Django achète une maison et s’installe à Samois-sur-Seine, en Seine-et-Marne, près de Fontainebleau. À ce moment, commence pour lui un véritable renouveau : son jeu est plus inspiré que jamais et il joue régulièrement avec un orchestre composé des meilleurs be-boppers français : Roger Guérin, Hubert et Raymond Fol, Pierre Michelot, Bernard Peiffer, Jean-Louis Viale. Il est toujours à l’avant-garde du jazz. En 1953, Norman Granz lui fait part de son désir de l’engager pour les tournées du Jazz at the Philharmonic. Le producteur français Eddie Barclay lui fait enregistrer huit titres, en guise de « carte de visite » pour les amateurs américains. Ces huit morceaux exceptionnels marquent irrémédiablement les amateurs de jazz, et surtout des guitaristes du monde entier, lesquels s’inspireront des décennies durant du jeu d’un Django très en avance sur son époque.
Django Reinhardt enregistre son dernier disque le 8 avril 1953, avec Martial Solal au piano (dont c’est le premier enregistrement),, Pierre Michelot à la contrebasse, Fats Sadi Lallemant au vibraphone et Pierre Lemarchand à la batterie. Il meurt un mois plus tard d’une hémorragie cérébrale à l'hôpital de Fontainebleau,. Le lendemain son épouse brûle tous ses effets personnels, selon un vieux rite tzigane qui consiste à effacer toutes les traces du défunt. Django Reinhardt repose dans le cimetière de Samois-sur-Seine, au carré V. Sa dernière épouse, Sophie Ziegler, décède en 1971.

## Style
À la fin des années 1940, il est considéré comme un peu dépassé par la nouvelle génération de musiciens français, nourris au bebop, fraîchement arrivé des États-Unis. Pour autant, intégrant pleinement le langage du bebop, le guitariste est en réalité en avance sur son époque. Il raconte : « un jour, je me suis fâché : j’ai commencé à jouer si vite qu’ils n’ont pas pu me suivre ! Je leur ai servi des morceaux nouveaux aux harmonies difficiles et là non plus ils n’ont pas pu me suivre ! Maintenant, ils me respectent ! »
Sa composition Flèche d'or illustre l'apparition de nouveaux concepts. Sa structure, un AABA avec un pont doublé (AABBA) est très inhabituelle pour l'époque. La principale innovation réside dans le fait qu'il n'utilise qu'un seul accord sur la section A, un si mineur, et un seul autre accord pour la section B, un mi septième, à une époque où les boppers ont au contraire tendance à ajouter des accords. Cette innovation annonce le jazz modal, dont la naissance est généralement située en 1958, avec Milestones de Miles Davis. On peut trouver d'autres morceaux de Django annonçant le jazz modal : Appel indirect, enregistré le 14 juin 1938, avec une forme AABA sur lequel chaque A reste sur un do septième, la section B présentant un ré  septième, chacun des accords étant abordé de façon mixolydienne. Les quatre premières mesures du pont de Douce ambiance sont jouées en la dorien. D'autres compositions ne sont ni modales ni tonales : Diminushing (1947), Impromptu (1951), Nuit de Saint-Germain-des-Prés (1951).

## Postérité
Depuis la fin du XXe siècle et le début du XXIe siècle, le style de Django Reinhardt revient à la mode grâce à une nouvelle génération de musiciens et aussi sous l'effet de la vogue des « musiques du monde ». Le 50e anniversaire de la mort de Django, en 2003, et le 100e de sa naissance en 2010 ont permis de redécouvrir les anciens. Parmi les jeunes générations de musiciens, le jazz manouche n'a cessé de gagner des adeptes qui ont développé cette musique dans plusieurs directions créant une sorte de « jazz de fusion » qui mêle plusieurs composantes allant des rythmes brésiliens à ceux du rock. Le jazz manouche n'est en aucun cas folklorique, style dont se sont affranchis depuis longtemps des musiciens comme Biréli Lagrène. C'est une discipline dure, extrêmement contraignante.

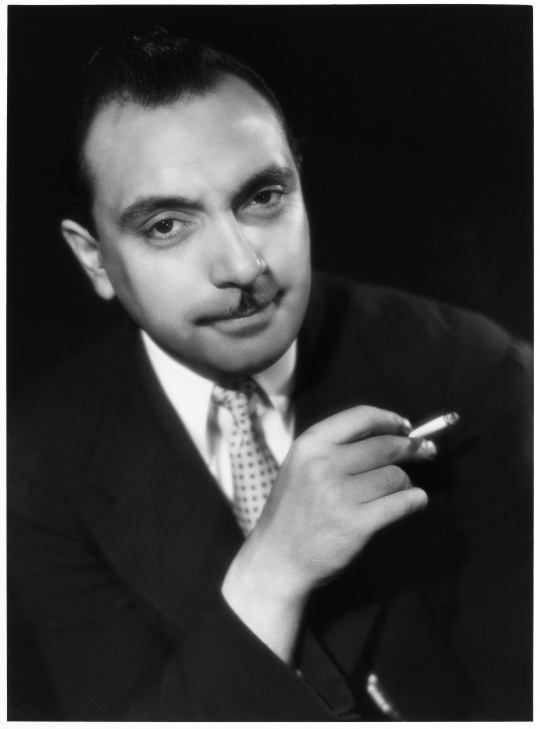
Django Reinhardt par le Studio Harcourt en 1944.

### Mémoire et influence
Considéré avec Charlie Christian, Joe Pass et Wes Montgomery comme l’un des meilleurs guitaristes de jazz, Django Reinhardt est une référence majeure pour des guitaristes de style différent, comme Andrés Segovia, Mark Knopfler ou Jimi Hendrix, qui aurait appelé son avant dernier groupe Band of Gypsys en référence à Reinhardt,,.
Dans le monde des tziganes, Django Reinhardt est considéré comme un symbole. Comme l'a écrit Alain Antonietto : « Django est le héros d’un peuple, celui du peuple tzigane ».[réf. nécessaire] Il reste l’ambassadeur d’une culture tzigane bien vivante, entre tradition et modernité. Ses admirateurs retiendront aussi sa personnalité unique, son insouciance, ses coups de folie et ses coups de génie. Comme l'a déclaré son contrebassiste Louis Vola : « Le génie n’a pas à se justifier : il est ! »[réf. nécessaire]
Certaines de ses compositions ont été utilisées dans des bandes originales de film (Lacombe Lucien, Matrix, Aviator…) ou dans le jeu vidéo Mafia: The City of Lost Heaven.
Django Reinhardt a aussi inspiré des spécialistes de guitares jazz manouches. C'est le cas de Thibaut Jacquet, fabricant de guitares artisanales dans la région toulousaine, dont l'atelier se nomme Chez Jacquet en hommage au morceau du même nom de Django Reinhardt.
Bien que plus connu pour ses compositions pour deux films de Woody Allen (Vicky Cristina Barcelona et Midnight in Paris), le guitariste et compositeur Stéphane Wrembel a recentré sa propre œuvre sur l'étude de la musique de Django Reinhard. Depuis 2016, il publie régulièrement des volumes d'une série qu'il a baptisée The Django Experiment. Après plusieurs années de recherche, en 2019, Wrembel a enregistré Django l'impressionniste (sous son propre label, Water Is Life) comprenant 17 compositions solos de Reinhardt (de 1937 à 1950) jusque-là jamais enregistrées ensemble.

### Hommages

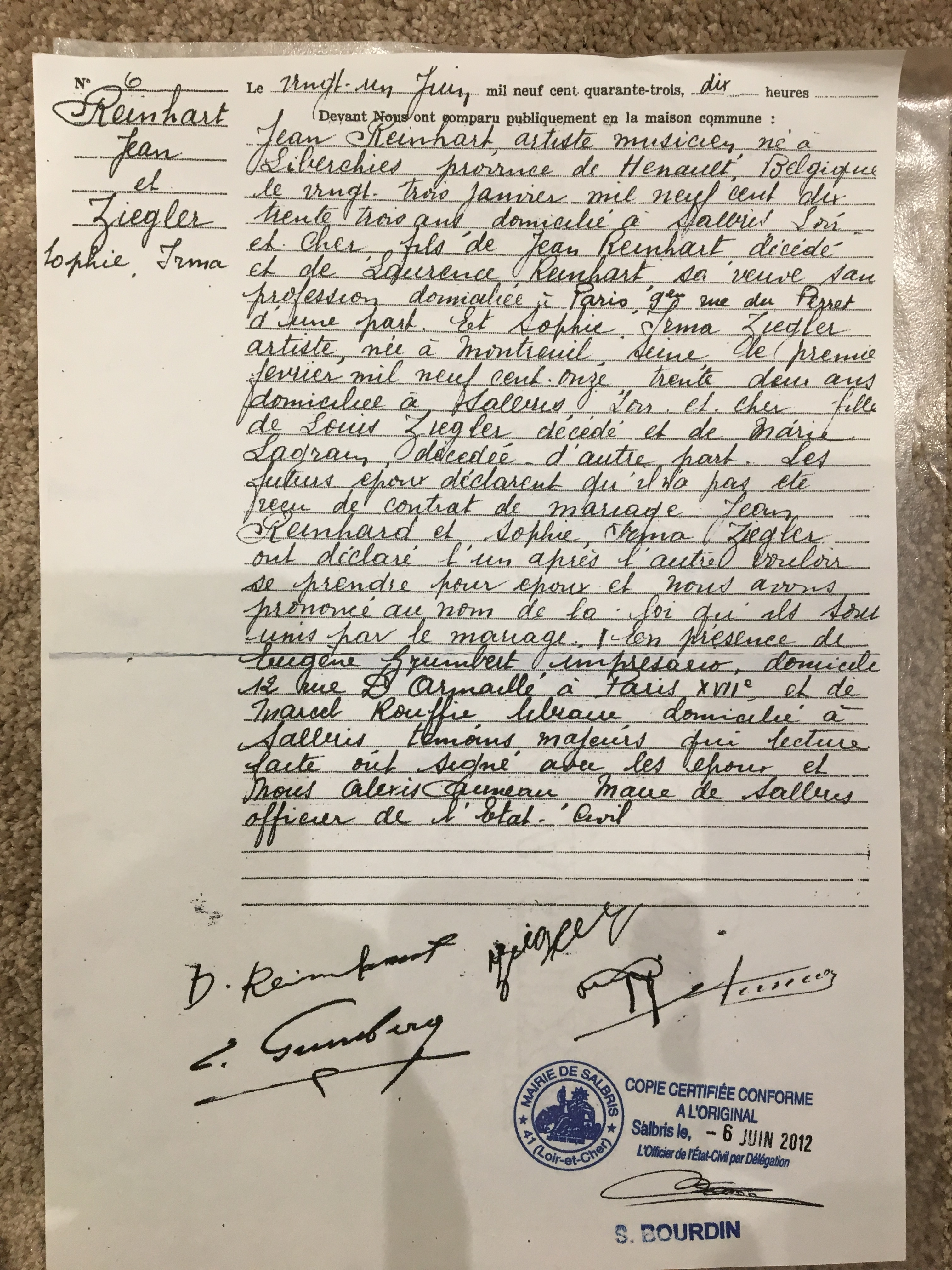
Acte de mariage de Django Reinhardt.

À l'occasion du centenaire de sa naissance, de nombreux hommages lui ont été rendus :
- Le gouvernement belge a produit en 2010 une pièce de monnaie de collection de 10 euros à 92,5 % d'argent avec une image couleur de Django Reinhardt au verso[54].
- Une place dans le 18e arrondissement de Paris a été baptisée de son nom. Elle se trouve au coin de l'avenue de la Porte-de-Clignancourt et de la rue René-Binet, non loin de l'endroit où le jazzman a longtemps installé sa caravane[55][source insuffisante]. Toujours à Paris mais dans le 13e arrondissement, une allée porte aussi son nom.
- Sur sa page d’accueil, Google a modifié son logo, dessinant Django Reinhardt assis sur une chaise, une guitare à la main[56][source insuffisante].
- À Lyon, dans le quartier de la Croix-Rousse, fut organisé un festival de jazz manouche (avec scènes gratuites ou non), étalé sur une semaine. Mandino Reinhardt était présent.
- À l'initiative d'habitants de Samois-sur-Seine passionnés de jazz, une statue a été réalisée par le sculpteur samoisien Alain Vandenbroucq. Elle a été inaugurée le 24 juin 2010 lors du 31e festival de jazz manouche à Samois-sur-Seine en présence de Tony Gatlif, Thierry Bonnefille, président de l'association Une statue pour Django, et David Reinhardt. La statue, en minéral composite sera transformée en bronze en 2010[57][source insuffisante].

#### Lieux
- À Strasbourg, un espace culturel inauguré en septembre 2010 porte le nom du musicien. Il inclut une médiathèque, une école de musique et une salle de spectacle.

#### Dans la musique
- Le groupe québécois de reprise jazz manouche The Lost Fingers tire son nom du handicap du célèbre musicien subi lors de l'incendie de sa roulotte.
- En 1953, à la mort de Django Reinhardt, Jacques Verrières écrit une chanson hommage, sur une musique de Marc Heyral, intitulée Mon pote le gitan.
- En 1953, le pianiste américain John Lewis compose un hommage qu'il appelle Django. Il l'enregistre avec le Modern Jazz Quartet sur l'album du même nom, sorti en 1956. De nombreux autres musiciens joueront ce morceau, devenu un standard de jazz, comme Joe Pass, Sacha Distel et René Urtreger, Bratsch…

#### Festivals
De nombreux festivals font aujourd’hui référence au jazz manouche et à Django Reinhardt.
- À Salbris, lieu du mariage de Django Reinhardt et Sophie Ziegler, a lieu durant le mois de juin, le festival de musique Swing 41.
- Chaque année, Liberchies (Belgique), le village où est né Django, organise le festival Django à Liberchies[58].
- Les Djangofolllies se déroulent chaque année en janvier dans plusieurs villes de Belgique, dont Bruxelles, Namur, Anvers, Gand… À Charleroi, région natale du musicien, La Ruche Théâtre Royal est un partenaire habituel du festival.
- Le Festival Django-Reinhardt, créé en 1983, est un festival de jazz annuel qui se tient le dernier week-end de juin dans le parc du château de Fontainebleau, en Seine-et-Marne (ville où il est décédé le 16 mai 1953) .

#### Dans les arts
- Le peintre Gen Paul a réalisé des portraits de Django ainsi que la pochette d'un coffret 33 tours.

#### Autres
- Le framework Django du langage de programmation Python a été baptisé ainsi en sa mémoire[59]
- En 1993, La Poste française émet un timbre illustré par Raymond Moretti[60]

#### À la télévision
- En 2011, dans le film documentaire de Christian Cascio, Django Reinhardt, Trois doigts de génie[61] qui laisse la parole à des musiciens qui l'ont connu (André Hodeir, Alf « Totol » Masselier, Roger Paraboschi, Martial Solal, Jean-Louis Chautemps). Anouman  une de ses compositions, y est interprétée par son petit-fils David Reinhardt.

#### Au cinéma
- Dans le film Swing Kids réalisé par Thomas Carter en 1993, le jeune guitariste Arvid (joué par Franck Whaley) se fait écraser les doigts par des membres des Jeunesses hitlériennes et s'écrie qu'il continuera de jouer de la guitare comme Django Reinhardt.
- Dans le film Ratatouille dont la bande originale fait largement appel au jazz manouche, le père de Rémy se nomme Django en hommage au musicien.
- Dans le film Gainsbourg (vie héroïque), le double de Serge Gainsbourg lui montre comment jouer, comme Django, avec seulement deux doigts.
- Dans le film Hugo Cabret, on aperçoit Django Reinhardt à plusieurs reprises, jouant dans un café de la gare (Montparnasse) à Paris.
- Django est évoqué comme modèle dans le film de Woody Allen Accords et Désaccords de 1999 avec Sean Penn.
- Django, film réalisé par Étienne Comar sur un épisode de la vie de Django Reinhardt, interprété par Reda Kateb, sorti en France le 26 avril 2017. Pour les besoins du film, l’œuvre perdue de Django Reinhardt Requiem à mes frères tsiganes a été reconstituée et parachevée par Warren Ellis (avec l'aide de David Reinhardt), elle est entendue comme générique de fin.
- Jazz Hot est le titre d'un film documentaire de 1939 non attribué qui présente Django Reinhardt avec Stéphane Grappelli et le Quintette du Hot Club de France, interprétant notamment la chanson J'attendrai[62]. Il s'agit d'un document filmé en son synchrone, unique dans le sens où les images de l'artiste sont rares.

#### Musées et expositions
- Ses peintures sont exposées lors de la Première Mondiale d'Art Tzigane en 1985 à la Conciergerie de Paris[36],[37].
- Musée Django Reinhardt : chaque année, depuis 2010, ce musée situé à Liberchies (Belgique) — la ville natale de Django — ouvre ses portes durant tout un week-end à l'occasion du festival annuel de jazz manouche « Django à Liberchies ». La donation du journaliste belge Marc Danval[63] y présente de nombreux documents d'époque (disques 78 tours et 33 tours, photos, revues…) et une iconographie détaillée y retrace chaque étape de la vie du musicien[64].
- En 1964, une guitare Selmer (petite bouche modèle 503)[65] ayant appartenu à Django fut offerte par Sophie, sa dernière épouse, au Musée de la Musique à Paris[66] où elle est exposée dans la collection des instruments à cordes[67].
- Du 6 octobre 2012 au 23 janvier 2013, une exposition multimédia incluant également des mini-concerts de jazz manouche — « Django Reinhardt, swing de Paris » — fut proposée par la Cité de la musique à Paris[68]. Le quotidien Le Monde a publié à cette occasion un long article biographique[69].

## Compositions
Il laisse près de 100 compositions, parfois coécrites avec Stéphane Grappelli.

## Enregistrements
Disques LP 33™ /12″
• Django Reinhardt and the Hot Club Quintet (1951)
• At Club Saint-Germain (1951)
• Django Reinhardt et Ses Rythmes (1953)
• The Great Artistry of Django Reinhardt (1954)
• Django's Guitar (1955)
• Django Reinhardt and His Rhythm (1959)
• Routes to Django Reinhardt (1980)
Collection Jazz in Paris / Universal Gitanes Jazz Productions
• JPI 11 : Django Reinhardt - Django et compagnie
• JPI 12 : Django Reinhardt - Swing from Paris
• JPI 13 : Django Reinhardt - Swing 39
• JPI 58 : Django Reinhardt - Swing 48
• JPI 59 : Django Reinhardt - Django’s blues
• JPI 90 : Django Reinhardt - Nuit de Saint-Germain-des-prés
• JPI 91 : Django Reinhardt - Nuages
• JPI 102 : Django Reinhardt - Place de Brouckère
Compilations
- Intégrale Django Reinhardt, Intégrale Django Reinhardt I à XX (1934-1953), 20 CD, Paris : Frémeaux & Associés, FA302 - FA315, 1997.
- Rétrospective Django Reinhardt 1934/53, 3 CD, Saga, Distribution Universal, 038 161-2
- Djangologie, 20 CD remasterisés (1928-1950), EMI France, 2009.
- Django Reinhardt and the Quintet of the Hot Club of France (Mosaic Records)[70]

## Partitions
- Billmann, Pete Django Reinhardt, the definitive collection, [20 transcriptions et tablatures], Millwaukee, Wisconsin, Hal Leonard, sd.
- Reinhardt, Django, A Treasury of Django Reinhardt guitar solos, Millwaukee, Wisconsin, Hal Leonard, 1985.
- Reinhardt, Django, Undiscovered – Inédits, [transcriptions], East Sussex, Barnes Music Engraving Ltd, 1988.
- Romane ; Derek, Sébastian, Django Reinhardt improvisations 1935-1949, [transcriptions des improvisations solo], Paris, Henry Lemoine, 2003.
- Max Robin ; Jean-Philippe Watremez, Django - The ultimate Django’s book, Paris, Bookmakers International, 2008.
- Fabio Lossani, Django Reinhardt in Italy, Carish ML2692, 2010

## Filmographie
- Django Reinhardt (1958), court métrage de Paul Paviot
- Django Reinhardt n'apparait que dans deux films Naples au baiser de feu (1937)[réf. nécessaire] d'Augusto Genina et La Route du bonheur (1953) de Maurice Labro et Giorgio Simonelli avec Louis Armstrong, Luis Mariano et Line Renaud.
- Documentaire de Christian Cascio, Django Reinhardt - Trois doigts de génie, 52 min, Idéale audience PB Production[61], 2010 [Bande annonce]
- Vidéo INA : Hommage à Django Reinhardt, émission de Jean-Christophe Averty, 23 avril 1960. Durée : 43 min 15 s.
- Django Reinhardt est interprété par Emil Lager dans le film Hugo Cabret de Martin Scorsese sorti en 2011.
- Il est interprété par Reda Kateb dans le film biographique Django d'Étienne Comar qui sort en avril 2017.